# Eylais rimosa
Eylais rimosa är en kvalsterart som beskrevs av Piersig. Eylais rimosa ingår i släktet Eylais och familjen Eylaidae. Inga underarter finns listade i Catalogue of Life.